# Ipso facto
Ipso facto, latin för "genom själva sakförhållandet", i och genom sig själv.